# Maxïmo Park

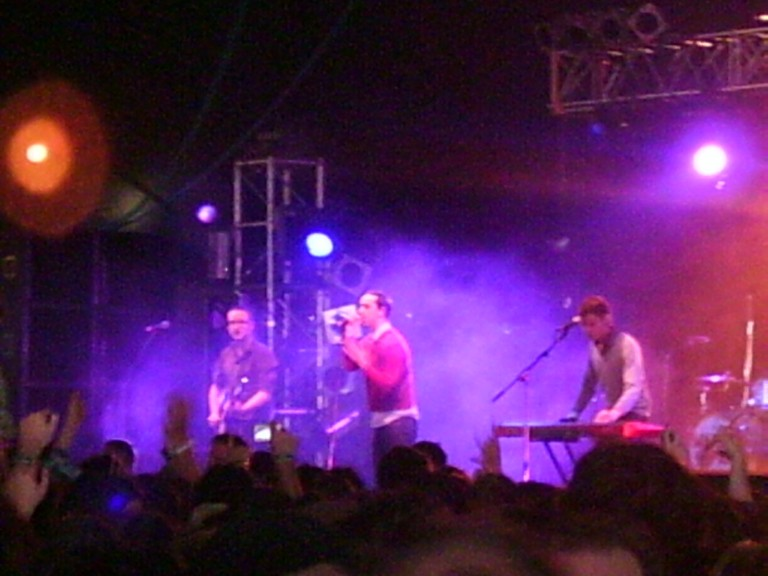
Leeds Festival, England, 2005

Maxïmo Park, brittiskt indierock-band bildat i Newcastle i april 2001. Bandet består av Paul 'Scooby' Smith (sång), Duncan Lloyd (gitarr), Archis Tiku (basgitarr), Lukas Wooller (keyboard) och Tom English (trummor). Maxïmo Park har skivkontrakt med Warp Records.
Deras låt "Apply Some Pressure" är med på tv-spelen Burnout Revenge, SSX On Tour och SingStar Rocks.

## Medlemmar
Nuvarande medlemmar
- Tom English – trummor (2000–)
- Duncan Lloyd (från Derby, England) – gitarr, bakgrundssång (2000–)
- Paul Smith (född 13 mars 1979 i Billingham, England) – sång (2000–)

Tidigare medlemmar
- Archis Tiku (född 6 maj 1977 i Bombay, Indien)– basgitarr (2000–2012)
- Lukas Wooller (född i Kirklees, England) – keyboard, bakgrundssång (2000–2019)

Turnerande medlemmar
- Paul Rafferty – basgitarr (2012–)

## Diskografi
Studioalbum
- A Certain Trigger (2005)
- Our Earthly Pleasures (2007)
- Quicken The Heart (2009)
- The National Health (2012)
- Too Much Information (2014)
- Risk to Exist (2017)

Samlingsalbum
- Missing Songs (2005) (samlingsskiva med singelbaksidor)

Singlar (i urval)
- "Graffiti" / "Going Missing" (2004)
- "The Coast is Always Changing" (2004)
- "Apply Some Pressure" (2005)
- "Graffiti" (2005)
- "Going Missing" (2005)
- "Apply Some Pressure" (2005) (återutgivning)
- "I Want You To Stay" (2006)
- "Girls Who Play Guitar" (2007)
- "The Kids Are Sick Again" (2009)
- "Questing Not Coasting" (2009)
- "Wraithlike" (2009)
- "12" (2009)
- "Write This Down" (2012)
- "Hips And Lips" (2012)
- Leave This Island (EP) (2014)